# Goździchowo

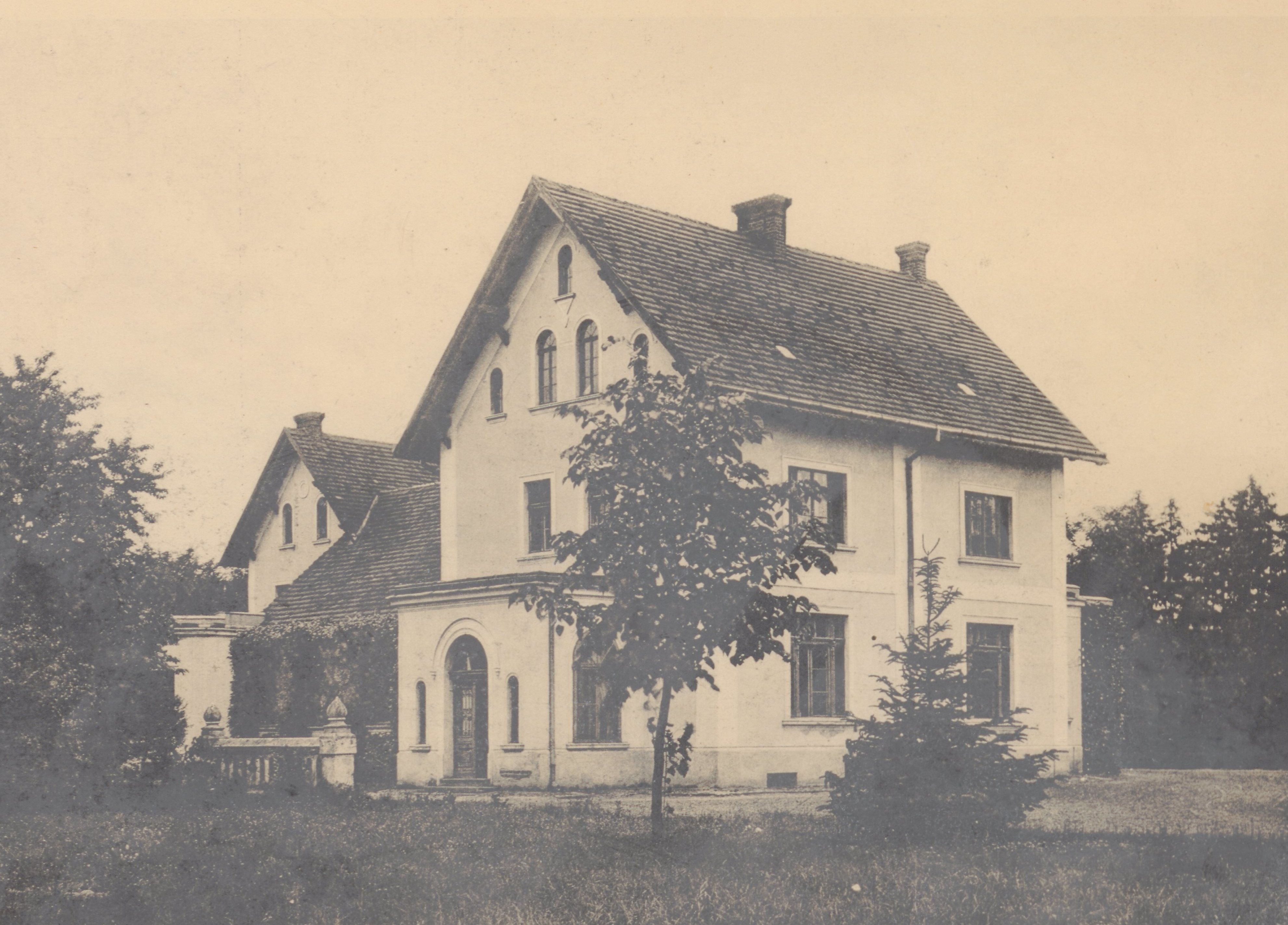
Widok dworu przed 1912

Goździchowo – wieś w Polsce położona w województwie wielkopolskim, w powiecie grodziskim, w gminie Kamieniec.

## Historia
Nazwa wsi przypuszczalnie pochodzi od imienia Gościech lub podobnego. Wzmiankowana po raz pierwszy w 1389 roku (Gosczichowa), gdy była własnością Bodzęty. W XV i XVI w. było to gniazdo rodowe Goździchowskich wzmiankowanych do 1522 r. Już na początku XVII w. jako właściciele wymieniani są Chłapowscy. W pierwszej połowie XVII wieku Goździchowo należało do Stanisława Chłapowskiego, skarbnika poznańskiego, następnie do jego syna Bolesława, także właściciela Turwi, a potem do wnuka Kazimierza. Synowie Kazimierza zapoczątkowali dwie linie starszej gałęzi rodu Chłapowskich - Ludwik senatorską zwaną turewską, a Michał szambelańską czyli goździchowską,.
W okresie Wielkiego Księstwa Poznańskiego (1815-1848) miejscowość wzmiankowana jako Goździchowo należała do wsi większych w ówczesnym pruskim powiecie Kosten rejencji poznańskiej. Goździchowo należało do okręgu wielichowskiego tego powiatu i stanowiło odrębny majątek, do którego należało Puszczykowo i Puszykowo Olendry (osada olęderska). 
W 1839 roku właścicielem został Dezydery Chłapowski wraz z żoną. W 1853 roku wieś odziedziczył jego syn, Stanisław z Szołdr, a od 1886 roku syn Stanisława, Dezydery. Od 1907 roku majętność należała do Zygmunta Chłapowskiego z Turwi, od 1919 do wdowy po nim Tekli Chłapowskiej z Mańkowskich. Od 1928 roku właścicielem był Krzysztof Morawski z Poznania.
W 1881 roku majątek liczył 846 ha. W okresie międzywojennym specjalnością gospodarstwa była reprodukcja nasion buraczanych. Aktualnie znajduje się tu zakład rolny spółki „Parol”.
W latach 1975–1998 miejscowość położona była w województwie poznańskim.

## Urodzeni w Goździchowie
- Juliusz Chłapowski – polski poeta, powstaniec wielkopolski, podoficer Wojska Polskiego w II RP[5].

## Zabudowa
Zabudowa wsi składa się z trzech części: dawnego majątku przy końcu drogi z Wołkowa, położonego dalej na południe osiedla czworaków oraz kilku domów i dawnej szkoły na prawym brzegu Grabarskiego Rowu (dopływu Obry). Mimo niedużej wielkości wieś jest rozciągnięta na długości 1,5 km.
W zespole dworskim znajduje się park krajobrazowy (po. 3,48 ha), w którym wznosi się dwór z I poł. XIX w., przebudowany przez Dezyderego Chłapowskiego w stylu arkadowym. Składa się z 2 nierównych skrzydeł, połączonych niższą częścią poprzeczną z kilkoma dobudówkami. Obok zespół zabudowań folwarcznych, z chlewem i bardzo długą stodołą z końca XIX w.
Przy drodze do Parzęczewa, przed mostkiem na Grabarskim Rowie, znajduje się kapliczka z drewnianą figurą św. Jana Nepomucena, zapewne z 2 poł. XIX w.

## Demografia
Według spisu urzędowego z 1837 roku Goździchowo liczyło 184 mieszkańców, którzy zamieszkiwali 17 dymów (domostw).
Liczba mieszkańców miejscowości w poszczególnych latach:
| Rok  | Ilość mieszkańców |
| ---- | ----------------- |
| 1837 | 184               |
| 1998 | 118               |
| 2002 | 107               |
| 2009 | 126               |
| 2011 | 117               |
| 2021 | 99                |
| 2022 | 99                |